# Rete tranviaria di Charkiv
La rete tranviaria di Charkiv è la rete tranviaria che serve la città ucraina di Charkiv.
La rete è composta di 14 linee per 242 chilometri di binari. La prima linea, a trazione trainata da cavalli, fu ufficialmente aperta al pubblico il 24 settembre 1882. La prima linea tranviaria a trazione elettrica entrò in servizio il 3 luglio 1906.